# Династія Ч'єу
Династія Ч'єу (206 до н. е. —111 до н. е. роки) — китайська династія, що правила в державі Намв'єт. Утворилася після падіння китайської династії Цінь. Тривалий час успішно протистояла династії Хань або співпрацювала з нею. Зрештою була повалена китайськими військами. В китайських джерелах відома як Чжао чао.

## Історія
Засновником став представник роду Чжао — Чжао То, який певний час був військовиком династії Цінь. діяв на півдні колишнього царства Юе. З початком занепаду Цінь, починаючи від 210 року до н. е., поступово зміцнював владу в китайських префектурах. У 206 році до н. е. зумів перемогти в'єтську державу Аулак. Назвав свою державу Наньюе (Південна Юе). В подальшому проводив політику змішаних шлюбів між китайцями та племенами юе. Прийняв титул вана, ставши відомий як Ч'єу Да.
Деякий час відбувалося протистояння із сусідами Міньюе, Сінань Ї, Сі Оу. При цьому номінально визнавалася зверхність китайських імператорів. Втім конфлікт 185 року до н. е. з династією Хань призвів до того, що Ч'єу Да прийняв титул імператора (ді).

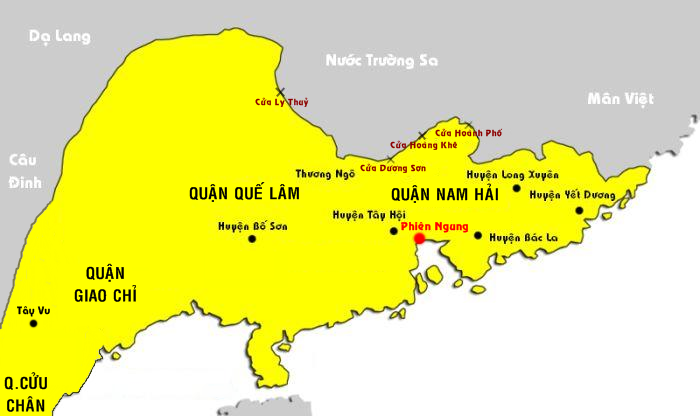
Територія Намв'єту часів Ч'єу

За наступник володарів — Ч'єу Ван Вионга і Ч'єу Мінь Вионга відбулося зближення з династією Хань. Водночас відбувається культурна експансія Китаю, чому сприяли шлюби представників Ч'єу з китайськими аристократками. В цей час все більше назва держави стає відома як Намв'єт.
За правління Ч'єу Ай Вионга у 113 році до н. е. його мати-китаянка вирішила підкоритися ханському імператору, що викликало невдоволення в'єтів. Внаслідок заколоту трон отримав Ч'єу Тхуатзионг Вионг. скориставшись цим, до Намв'єту вдерлося китайське військо, яке 111 року до н. е. повалило династію Ч'єу. приєднавши Намв'єт до Китаю. Втім збройний спротив в'єтів тривав до 98 року до н. е. Колишню державу було перетворено на китайську префектуру Цзяочжі.

## Державний устрій
На чолі стояв володар, що мав спочатку титул ван, а потім імператор. З 130-х років до н. е. титул імператор використовувався для внутрішнього вжитку та з сусідами, окрім Китаю. Поступово бюрократичний апарат став нагадувати бюрократію династії Хань. 113 року до н. е. впроваджено титул тхайхоу (володарка-мати), на кшталт регентші.

## Економіка
Основу становили землеробство, рибальство, ремесла та торгівля. Про це свідчать численні археологічні розвідки. Про стабільну економічну ситуацію свідчить значне населення — більше 1,3 млн осіб на 111 рік до н. е.
Про розвиток торгівлі свідчать численні артефакти з Ордосу та монгольських степів, Персії та елліністичних держав Сходу. Ймовірно існував торговельний флот, що діяв в південнокитайському морі.

## Культура
Культура часів династії Ч'єу являє собою поєднання ханської, чуської, юеської культур. Особливий інтерес для розуміння культурних надбань являє мавзолей імператора Ч'єу Ван Вионга.

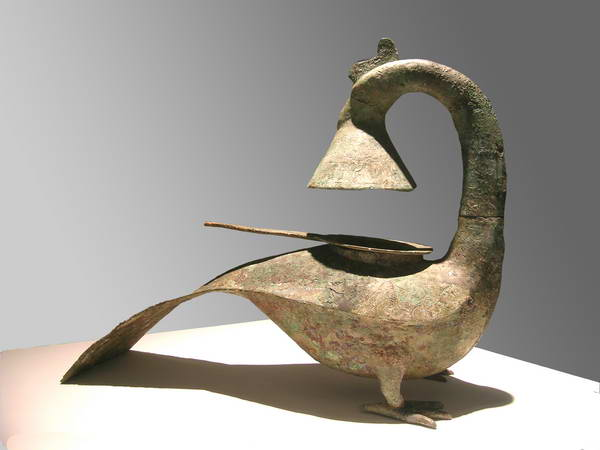
Бронзова лампа
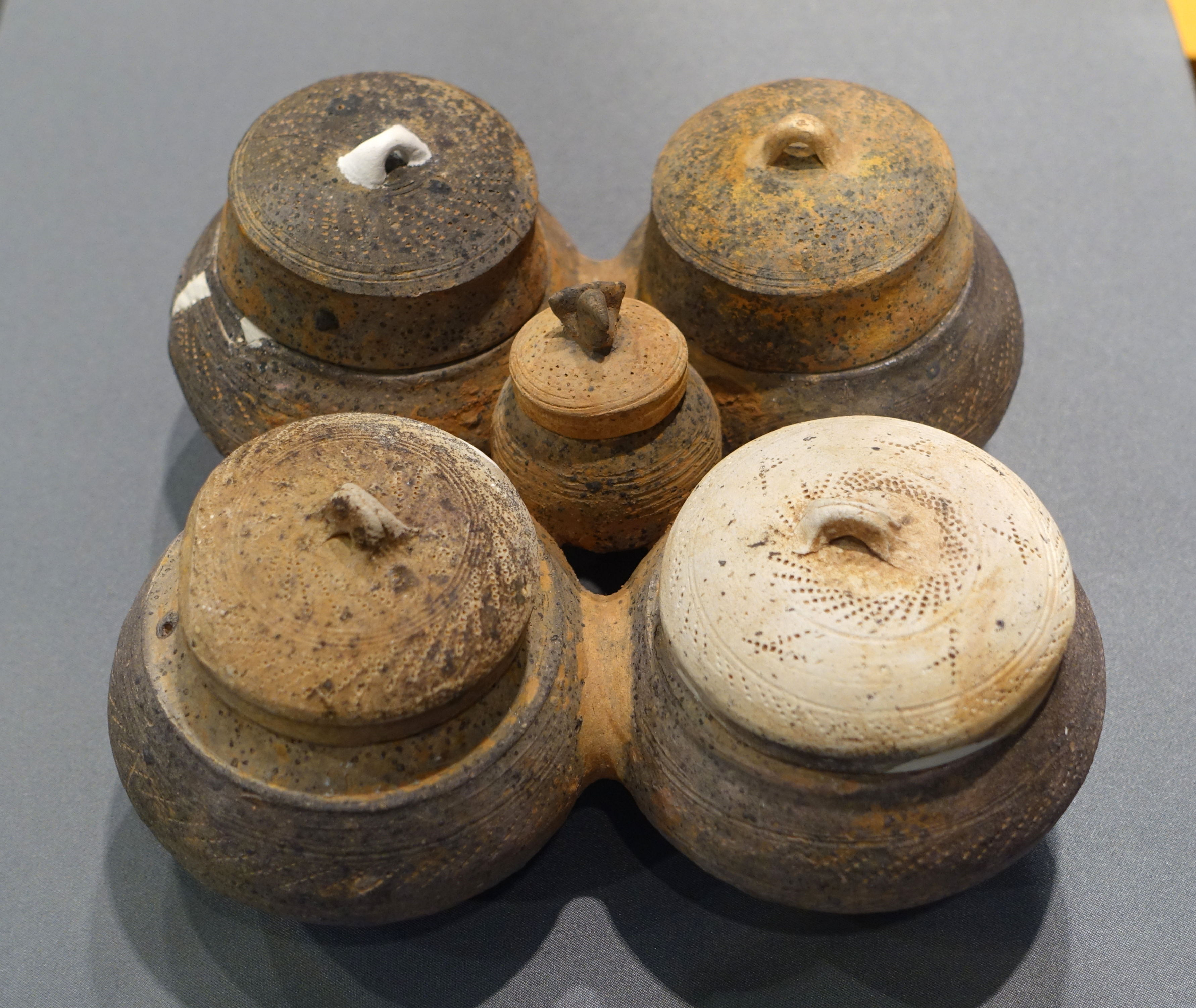
Кераміка
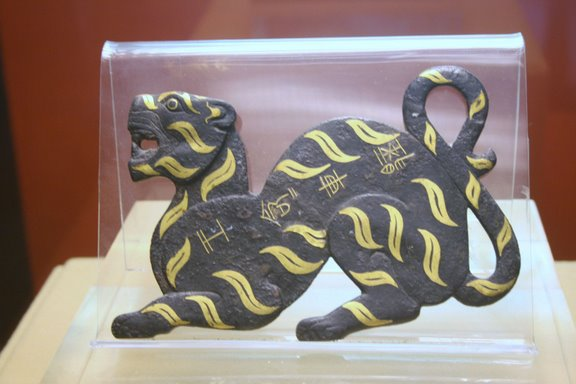
Тигр з бронзи і золота
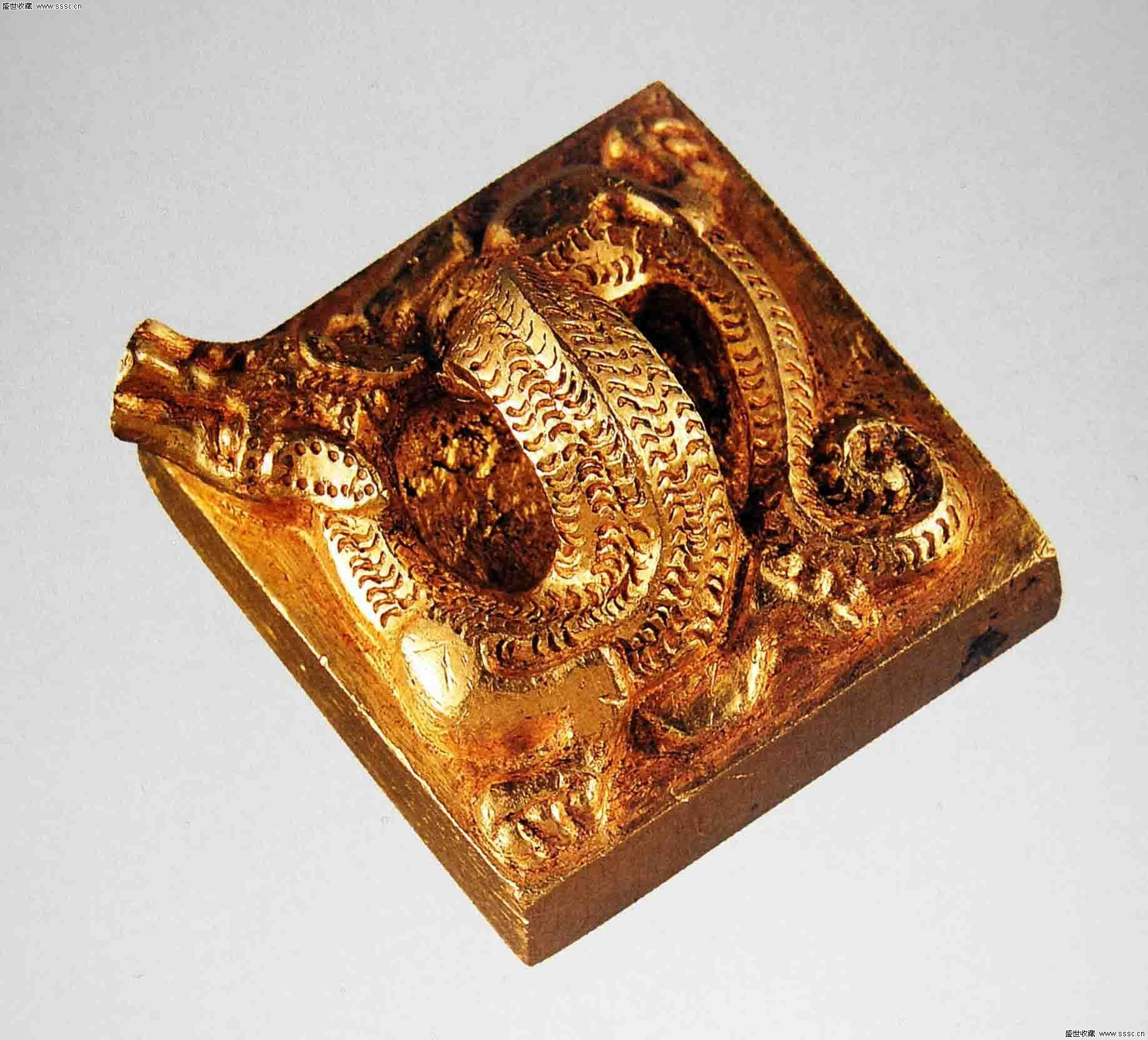
Печатка імператора династії Ч'єу